# Peter Minuit
Peter Minuit (noto anche come Pierre Minuit o Peter Minnewit) (Wesel, 1580/1585 – Saint Kitts, giugno 1641) è stato un politico olandese.

## Biografia
Figlio di immigranti valloni (Tournai, Belgio) che erano stati espulsi dagli spagnoli per motivi religiosi, nacque in una città compresa nell'attuale Germania (Renania Settentrionale-Vestfalia) ma che al tempo si trovava nel territorio del Ducato di Kleve. Nel 1609, in seguito alla morte del padre, assunse la responsabilità dei suoi affari; successivamente, si trasferì a Utrecht iniziando l'attività di tagliatore di diamanti.
Nel gennaio del 1626, dopo la nomina a Direttore Generale della colonia dei Nuovi Paesi Bassi da parte della Compagnia Olandese delle Indie Occidentali, partì alla volta dell'America da un porto nell'isola di Texel, nella Frisia. Giunto nella colonia verso la fine di aprile, secondo la leggenda concluse nei mesi successivi l'acquisto dell'isola di Manhattan dalla popolazione Lenape stanziata nel posto; il prezzo pagato da Minuit era costituito da varie tipologie di beni per un equivalente di 60 fiorini, secondo quanto risulta da una lettera spedita il 5 novembre 1626 dal mercante olandese Pieter Schagen. Nel 1846, lo storico newyorkese John Romeyn Brodhead calcolò che i 60 fiorini del 1624 si sarebbero potuti convertire in 23 dollari statunitensi; nel 2006 i 60 fiorini di Peter Minuit sarebbero stati equivalenti a $1.000 secondo l'Institute for Social History of Amsterdam.
Nel 1631 Minuit si era alienato le simpatie di una parte dei coloni giunti nei Nuovi Paesi Bassi e, per questo, fu sospeso dalla carica di Direttore Generale; nel 1632, fece ritorno in patria, ad Amsterdam, trasferendosi successivamente ad Emmerich due anni più tardi.
Tuttavia, Minuit non rimase in Olanda per molto: tramite il suo vecchio amico Willem Usselinx, si mise in contatto con degli svedesi che intendevano fondare una colonia in Nord America. Minuit partì per un secondo viaggio nel 1637, con l'incarico di fondare una nuova colonia alla foce del fiume Delaware; qui giunto, analogamente a quanto aveva fatto alcuni anni prima, non conquistò con la forza le regioni dove fondare le colonie ma le acquistò regolarmente dalle popolazioni ivi stanziate. La colonia da lui fondata (che si trova nei pressi dell'attuale città di Wilmington, nel Delaware) venne battezzata Nuova Svezia.
Nel giugno del 1641 Minuit partì alla volta dell'isola di Saint Kitts, nelle Antille, in cerca di merci da scambiare in cambio di tabacco della colonia della Nuova Svezia; qui giunto trovò la morte quando un uragano investì l'isola, facendo affondare e scomparire la sua nave.
Negli anni successivi alla sua morte le due colonie da lui fondate non ebbero fortuna: nel 1655 Peter Stuyvesant, governatore dei Nuovi Paesi Bassi, conquistò la Nuova Svezia; dopo solo nove anni, entrambe le colonie capitolarono agli inglesi, che si avviavano a diventare i nuovi padroni di quella parte di continente americano.